# University of Nebraska Press
University of Nebraska Press est une maison d'édition universitaire américaine fondée en 1941.